# Belkacem Sahli
Belkacem Sahli (en arabe : بلقاسم ساحلي), né en novembre 1974 à Sétif, est un homme politique algérien. Élu député lors des élections législatives algériennes de 2012, il est ensuite membre du gouvernement Sellal. À la suite de sa candidature à l'élection présidentielle algérienne de 2024, il est condamné à 4 ans de prison pour corruption.

## Biographie
Né en novembre 1974 à Sétif, il est docteur d’État en mathématiques appliquées, et exerce la fonction de membre du conseil scientifique de la faculté des sciences de Sétif.
Élu député lors des élections législatives algériennes de 2012, quelques mois après avoir pris la tête de l'Alliance nationale républicaine en remplacement de Amar Lounis, il est ensuite membre du gouvernement Sellal comme secrétaire d'État chargé de la Communauté nationale à l'étranger.
Après avoir renoncé un temps à se présenter à l'élection présidentielle algérienne de 2019, sa candidature est rejetée.
Il est candidat à l'élection présidentielle algérienne de 2024, mais il n'obtient pas le nombre de parrainages requis pour valider sa candidature. Le 1er août 2024, le procureur général de la cour d'Alger annonce l'ouverture d'une enquête préliminaire approfondie concernant la vente de parrainages par plus de 50 élus à des candidats à la présidentielle du 7 septembre. Trois candidats recalés — Belkacem Sahli, Saïda Neghza et Abdelhakim Hamadi — sont placés sous contrôle judiciaire avec l'interdiction de quitter le territoire et de s’exprimer publiquement. Jugés en mai 2025, le ministère public demande des peines de dix ans de prison et une amende d’un million de dinars. Les trois mis en cause dénoncent un procès politique,. Ils sont condamnés à dix ans de prison ferme et 6 700 euros d'amende pour corruption le 26 mai 2025. Laissés libres, ils ont dix jours pour faire appel. Le 9 juillet 2025, ils sont condamnés à quatre de prison, à une amende d’un million de dinars et ils sont incarcérés.